# اگراسیدا
اگراسیدا (به لاتین: Agraciada) یک منطقهٔ مسکونی در اروگوئه است که در Soriano Department & واقع شده‌است.

## خصوصیات
اگراسیدا ۵۸۶ نفر جمعیت دارد.